# Chi Cá mè trắng
Chi Cá mè trắng (danh pháp khoa học: Hypophthalmichthys)) là một chi thuộc họ Cá chép (Cyprinidae), chi này gồm có 3 loài, toàn là cá sinh sống ở khu vực châu Á. Ở Việt Nam, cả ba loài đều được gọi theo tên gọi chung là cá mè, nhưng chỉ có 2 trong số 3 loài là sinh sống tại các ao hồ của quốc gia này.

## Phân loại
Hiện tại được công nhận thuộc chi Hypophthalmichthys là 3 loài:
- Hypophthalmichthys harmandi (Sauvage, 1884) - Cá mè trắng Việt Nam.
- Hypophthalmichthys molitrix (Valenciennes trong Cuvier và Valenciennes, 1844), đồng nghĩa: Hypophthalmichthys dybowskii Herzenstein, 1888 - Cá mè trắng Hoa Nam.
- Hypophthalmichthys nobilis (Richardson, 1845) - Cá mè hoa.

## Nhận dạng
Cá mè có thân dẹp, dài thon, vảy rất nhỏ, có màu trắng, trong cơ thể có những tuyến tiết ra một chất có mùi tanh. Hai loài cá mè trắng Việt Nam và cá mè trắng Hoa Nam có vảy óng ánh nên các nước tây phương gọi là "cá chép bạc", như trong tiếng Anh gọi cá mè trắng Việt Nam là silver carp và cá mè trắng Hoa Nam là largescale silver carp. Cả ba loài đều có đầu to, to nhất là loài Hypophthalmichthys nobilis.
Hypophthalmichthys molitrix (cá mè trắng Hoa Nam) và Hypophthalmichthys nobilis (cá mè hoa) có thể đạt chiều dài trên 100 cm và trọng lượng trên 25 kg. Hypophthalmichthys harmandi (cá mè trắng Việt Nam) có thể đạt chiều dài 54 cm, chưa tìm được hồ sơ ghi trọng lượng tối đa có thể đạt được của loài cá này.
Cá mè có 1 vây (kỳ) lưng, hai vây (kỳ) mang và 3 vây (kỳ) bụng, đuôi hình chữ V.

## Nơi sống
Cá mè là cá nước ngọt, sống ở từng gần mặt nước, những nơi nước đứng hay nước chảy yếu, như ao, hồ, đầm lầy, sông nhánh. Cá mè không đẻ trong ao, đầm mà chỉ đẻ ở nơi có dòng nước chảy mạnh, tới mùa đẻ trứng (tháng 6-tháng 7), cá lội ngược dòng sông tìm những nơi ngã ba để đẻ, trứng trôi theo dòng nước về hạ lưu và nở con tại đây. Muốn cá đẻ trong ao, người ta phải chích kích thích tố (hormone) vào tuyến não cá bố mẹ và dùng bơm tạo dòng nước nhân tạo trong ao.
Ba loài cá này tuy gốc châu Á nhưng hiện nay đã được đưa sang các châu lục khác gây giống. Ở Việt Nam, cá mè bành trướng ở Bắc Bộ và bắc Trung Bộ.